# Укояс
Укояс (лит. Ūkojas) — небольшое озеро в восточной части Литвы.
Расположено на территории Игналинского района. Находится в национальном парке Аукштайтия в 12 км к северо-западу от Игналины. Лежит на высоте 138,4 метров.
Озеро вытянуто с северо-запада на юго-восток. Длина Укояса 3,13 км, максимальная ширина — 1,24 км (по другим сведениям, длина — 3,1 км, ширина — 1,1 км). Площадь составляет 1,935 км². Наибольшая глубина — 30,5 м. Береговая линия протяжённостью 11,08 км извилистая, имеет много небольших заливов и бухт. На Укоясе есть два небольших острова (площадью 0,13 га и 0,09 га). Восточный берег высокий, западный — более пологий.
В озеро впадает ручьи Гелайне и Пакаса. К северной части озера подходит дорога 1423 Аза — Вайшнюнай — Гинучяй — Кирдейкяй. Вдоль юго-западного берега Укояса проходи дорога 433 Кирдейкяй — Анталксне — Шакарва.

## Галерея

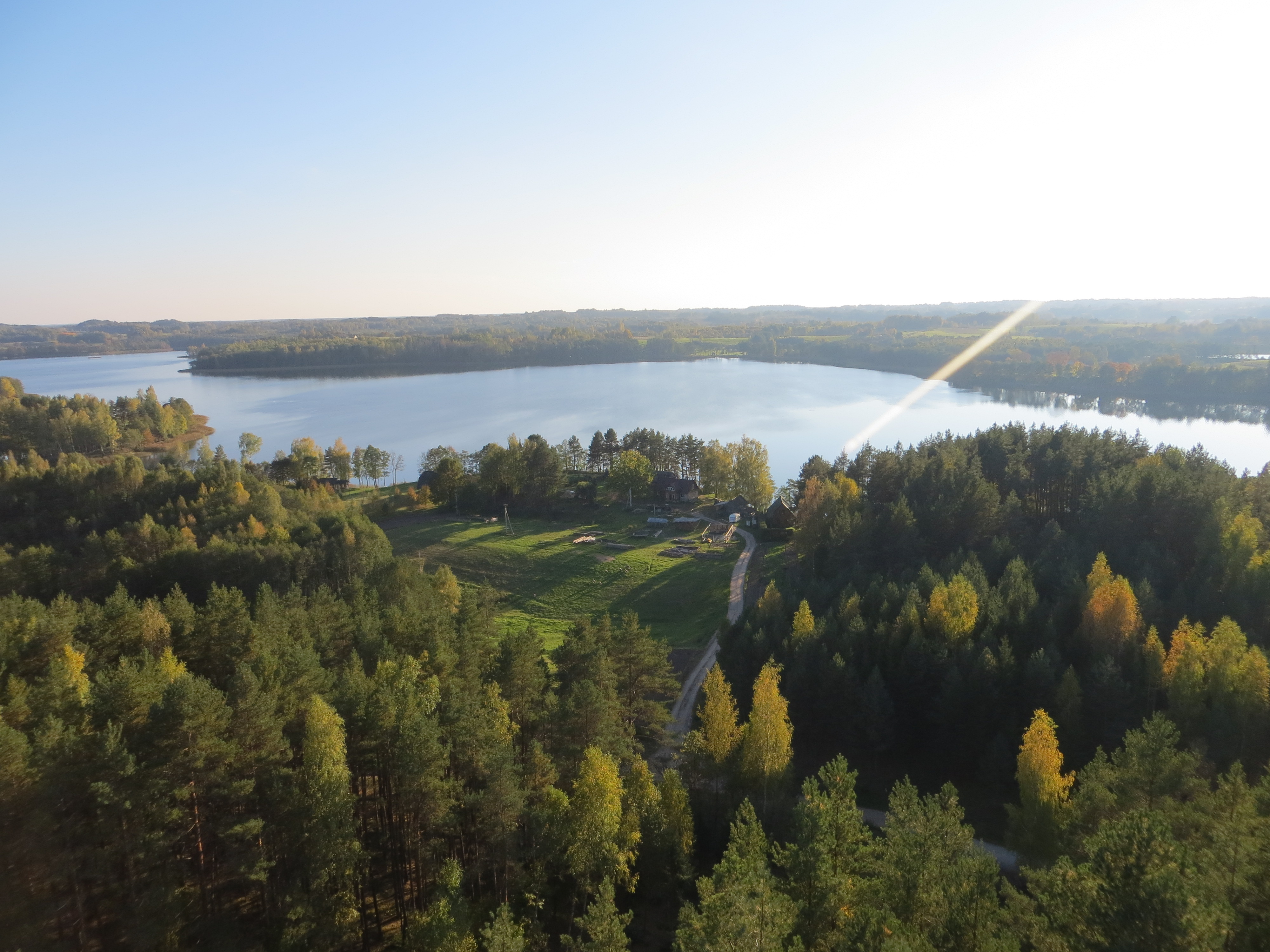
Леса по берегам Укояса
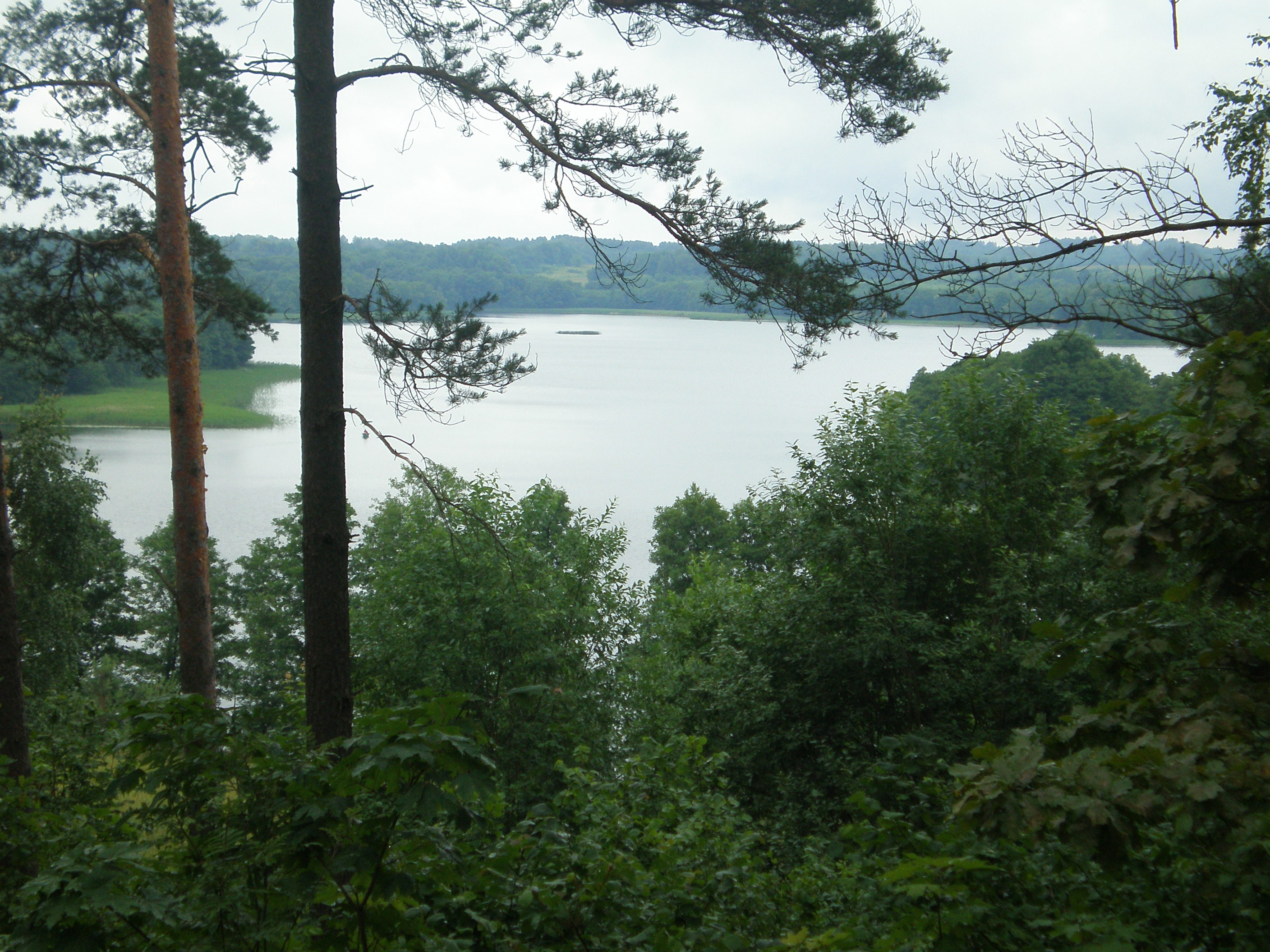
Вид на озеро с кургана Гинучяй[лит.]
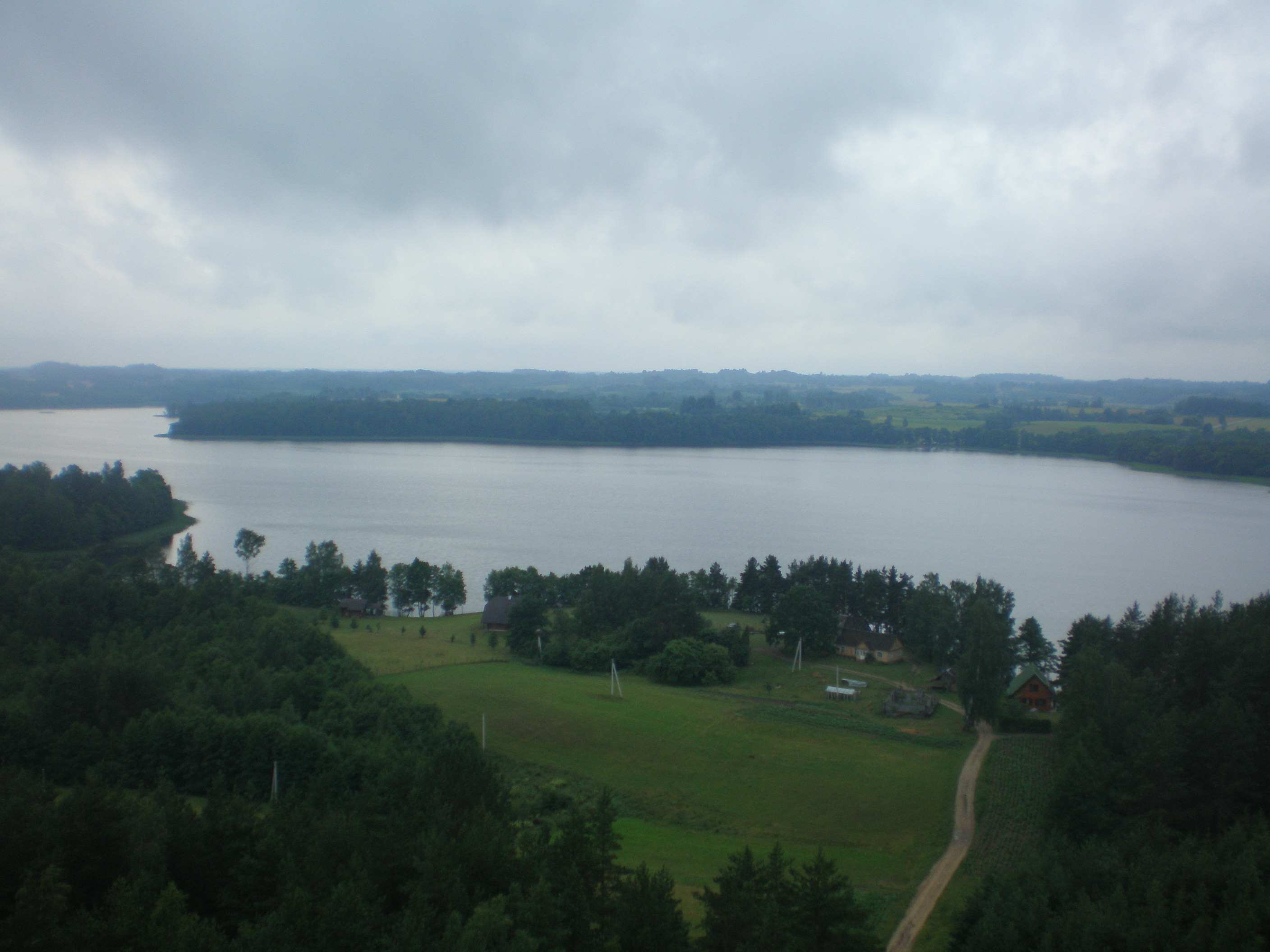
Озеро в июле